# トリポリ国際オリンピックスタジアム
トリポリ国際オリンピックスタジアム（アラビア語: الملعب الأولمبي الدولي、英: International Olympic Stadium）は、レバノンの都市トリポリにある多目的スタジアムである。

## 概要
収容人数は22,400人。主にサッカーやラグビーリーグの試合に用いられる。レバノン・プレミアリーグに所属するトリポリSCがホームスタジアムとして使用する他、サッカーレバノン代表やラグビーリーグレバノン代表のホームスタジアムとしても利用される。また、AFCアジアカップ2000の会場としても使用された。